# Eugène Standaert
Eugène Hippolyte Ghislain Standaert (Brugge, 4 december 1861 - Ronse, 15 november 1929) was een Belgisch volksvertegenwoordiger.

## Levensloop
Eugène was een zoon van de Brugse apotheker en gemeenteraadslid Honoré Standaert. Hij trouwde met Alice Carpentier (1862-1940).
Hij promoveerde in 1885 tot doctor in de rechten aan de Katholieke Universiteit Leuven en was advocaat in Brugge tot aan zijn dood. Hij werd stafhouder van 1913 tot 1915, waarna de functie vacant bleef tot na de oorlog.
Hij werd in 1898 verkozen tot provincieraadslid voor West-Vlaanderen, wat hij bleef tot in 1906, toen hij tot katholieke volksvertegenwoordiger werd verkozen voor het arrondissement Brugge. Hij vervulde dit mandaat tot in 1925 (met een onderbreking van 1921 tot 1923). In het parlement had hij vooral aandacht voor de landbouwersbelangen. 
Tijdens de Eerste Wereldoorlog verbleef hij in Engeland. Hij mengde er zich in het debat dat werd gevoerd over de al dan niet wenselijke neutraliteit van België na de oorlog. Hij werd ook op zending gestuurd naar Zuid-Afrika, om er de Boeren aan te moedigen mee te vechten tegen de Duitsers, ondanks hun vijandige gevoelens tegenover de Britten. In Londen was hij samen met Jules Destrée voorzitter van de bibliotheek Het Boek van den Belgischen Soldaat, dat boeken stuurde naar de frontsoldaten.
Na de oorlog nam hij bezit van het landhuis Les Platanes of Villa Carpentier in Ronse, dat door Victor Horta was ontworpen voor zijn schoonbroer de industrieel Valère Carpentier. Hij overleed er aan de gevolgen van een ongeval. Het gebouw en domein werden in 1984 als monument beschermd.
Standaert was in de loop van zijn carrière ook:
- voorzitter van de Middenkas voor Landbouwkrediet,
- voorzitter van de Federatie van landbouwkassen in West-Vlaanderen,
- ondervoorzitter van het Beschermcomité voor werkmanswoningen in het arrondissement Brugge,
- bestuurslid van de Brugse Berg van barmhartigheid,
- lid van de Provinciale commissie van verzekering tegen werkloosheid,
- voorzitter van de Federatie voor mutualiteiten voor gepensioneerden in het arrondissement Brugge.

## Publicaties
- Chez le bon père, Gent, 1898.
- Les partis politiques au Canada, Brussel, 1911.
- Monténégro, in: La Revue générale, 1912.
- Een Belgische zending in het land der Boeren, Den Haag, 1915 en 1917.
- A Belgian Mission to the Boers, Londen, New York, Cape Town, 1917.
- Une Mission au pays des Boers, Parijs, Barcelona, 1916.